# Douglas (Metro de Los Ángeles)
Douglas es una estación en la línea K del Metro de Los Ángeles y es administrada por la Autoridad de Transporte Metropolitano del Condado de Los Ángeles. La estación se encuentra localizada en la Calle Douglas en El Segundo, California.

## Conexiones de autobús
Servicios del Metro
- Metro Local: 125
- Amtrak Thruway Bus a Bakersfield.